# 三沢氏
三沢氏（みざわし、みざわうじ）は、信濃国伊那郡飯嶋郷地頭・信濃源氏飯嶋氏の分家である。甲斐国八代郡三澤村の三沢氏（みさわし）は別系統とされる。

## 出自・家系
出雲国の国人領主であった三沢氏の出自は、清和源氏木曾義仲を祖とする木曾系、同じく清和源氏満快流の飯嶋系と言われている。木曾系の説は木曾義仲の孫木曾為仲を三沢氏の祖としている。それに対して、長府藩に仕えた三沢家に伝わる史料では、同じ源氏でも、源満快の流れを汲み信濃国伊那郡飯嶋を本領とした片切氏流・飯嶋為国（飯嶋氏）を祖としている。

## 出雲三沢氏

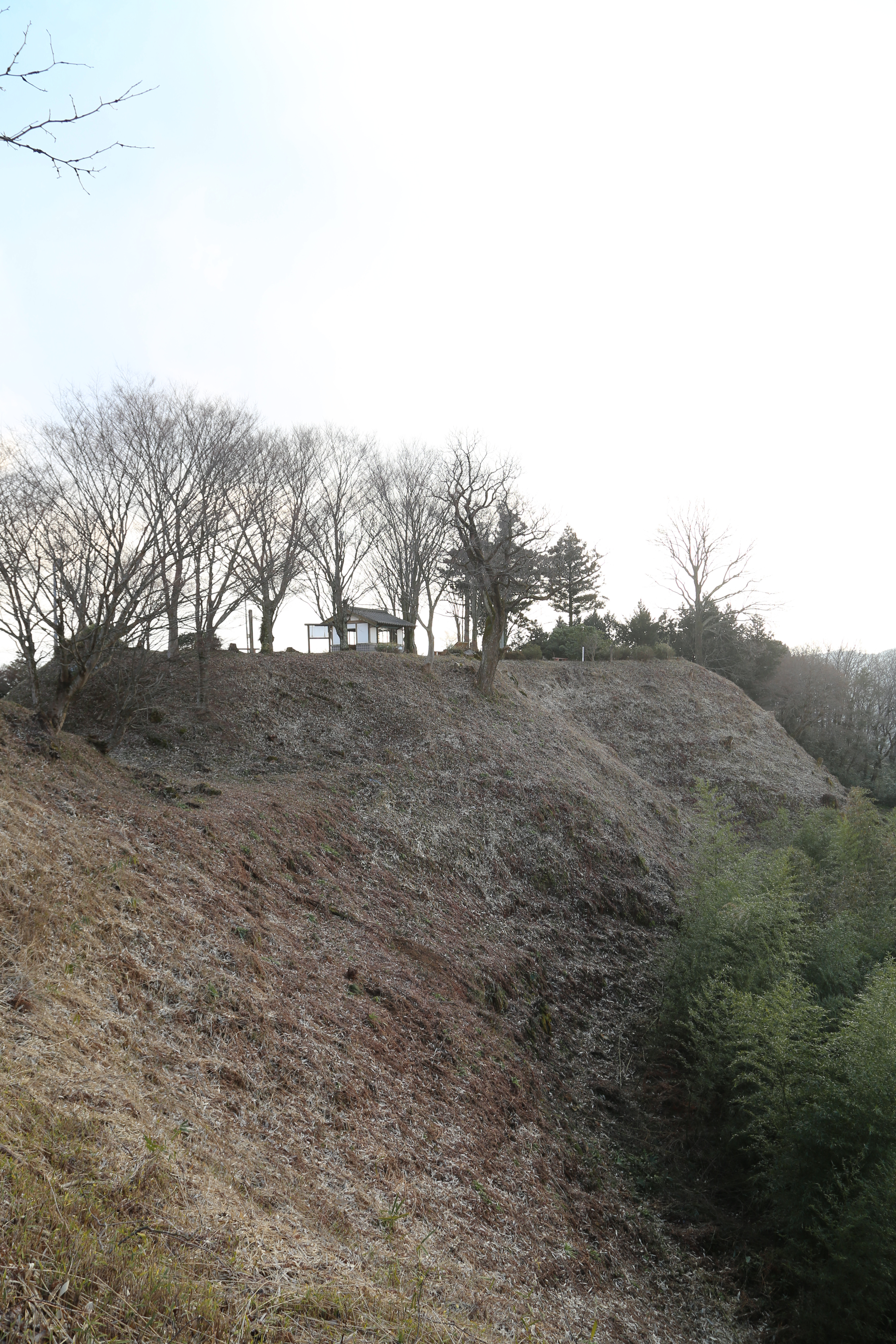
三沢城本丸

承久3年（1221年）の承久の乱で戦功を挙げた飯嶋為光は、新補地頭として出雲国三沢荘（一般的には三沢はみさわと称されるが、三沢氏発祥の地である三沢荘はみざわと発音し、三沢氏の正式な発音はみざわである）を与えられた。その後の1302年に三沢為長（為仲）が、因幡国鹿野を経て往来し、この地で良質な砂鉄を採取して野踏鞴製鉄、山野開拓により力をつけ、嘉元3年（1305年）、仁多郡内をはじめ島根半島までも一望できる要衝の地・鴨倉山に当城、要害山三沢城を築城し、同時に信濃から当地に移り、以後、名字も三沢と改めた。これが出雲三沢氏の始まりである。また、木曾系を出自とすると、三沢為仲が三沢に入って三沢氏を称したのが始まりとされる。
室町時代には出雲国を支配していた山名氏の傘下に入り、1391年には出雲守護山名満幸に従って明徳の乱に出陣。当主の三沢為忠は討死している。室町時代末期には、新守護の京極氏に従い、出雲国の有力国人として成長を遂げている。
戦国時代になると守護京極氏の所領を奪った尼子氏とは対立関係となり、尼子経久追放の中心として活躍した。しかし1488年に三沢為国は尼子経久と戦って敗れ、その傘下に入った。しかし、経久三男の興久の率いる反尼子同盟に加わり、興久の反乱に加担したため、1531年に尼子経久に藤ヶ瀬城が再度攻撃を受け、三沢為国らは捕虜となる事態も起きた。これは当主の三沢為幸の手引きによる行動で、独立した動きを取る兄と弟を封じ込める策であった。三沢為幸はその後も尼子氏に従い、1540年の吉田郡山城の戦いに出陣し、青山土取場の戦いで討死を遂げている。
跡を継いだ三沢為清は大内氏に従属したが、月山富田城の戦いで吉川氏らと共に尼子氏に寝返り、大内軍敗退の一因を作った。しかし三沢氏の独立性は高く、尼子氏の軍役を拒否して尼子氏との戦いに及んだ場合もあった。こういった反抗的な態度を取ってきた三沢氏に対して尼子晴久は横田荘の三沢氏領地や砂鉄産地・たたら製鉄場を取り上げ直轄化するなど、経久に比べて強硬的な姿勢で三沢氏と統治している。
しかし、晴久の急死後から既に三沢氏も不穏な動きを見せていたこともあり、義久は父が取り上げた横田荘を返還した上で自らの妹を輿入れする等して懐柔しようとした。
1561年、大内領であった周防国・長門国を完全に制圧した毛利元就が出雲への本格的な侵攻を開始すると、赤穴氏、三刀屋氏とともに三沢氏も毛利氏に降伏した。その後の出雲侵攻には毛利軍の主力として活動した。尼子氏の滅亡後に、山中幸盛や尼子勝久が尼子再興軍として出雲への侵攻を図り、旧尼子家臣団にも動揺が走り、再興軍に加わる国人や豪族が続出した。その中で三沢為清は一貫して毛利氏に従い、尼子再興軍の撃退に活躍した。
為清死後の1589年、息子の三沢為虎は毛利輝元に謀られ、幽閉の身となった。その後解放されて長門国厚狭郡古帳に10000石を領する身となった。この幽閉劇は、毛利氏による旧・尼子家臣団への締め付けと出雲国の支配強化が狙いであり、三沢氏同様、旧・尼子家臣団でもあった三刀屋久扶も追放の憂き目にあっている。三沢為虎はその能力を買われており、追放されなかっただけ三刀屋氏よりはましであったかもしれない。
為虎は翌年の豊臣秀吉の小田原征伐にも参加し、文禄・慶長の役でも毛利軍の一員として活躍した。
1600年の関ヶ原の戦いでは赤間関を守備。敗戦の後、三沢為虎は長府藩の家老職となり、三沢氏は江戸時代を長府藩士として続いた。

## 陸奥三沢氏
三沢為虎の息子・三沢為基が長府藩を出奔して、仙台藩伊達家に仕えた。為基の息子三沢清長は娘・初子が藩主伊達綱宗の側室（伊達綱村生母・綱宗には正室がいなかった） となったことから重臣の待遇を受けた。伊達綱村、伊達村和、伊達宗贇は、伊達綱宗と三沢初子との間に生まれた子である。 
三沢氏の血は亀田藩岩城家、宇和島藩伊達家、熊本藩細川家などにも流れており、出雲三沢氏の女系子孫は奥州でも繁栄した。

## 因幡三沢氏
三沢為虎の息子の三沢為朝が鳥取藩池田家に仕えて因幡三沢氏の祖となった。

## 明智三沢氏
明智光秀に明智姓を賜った三沢秀次（溝尾茂朝）は、秀次の末裔と考えられる徳島藩士・三沢十左衛門家の系図によると、三沢為虎の末裔であるとしている。ただし、秀次を天文19年（1550年）〜永禄3年（1560年）ごろに生まれた為虎の子とするのは年代的に矛盾している可能性がある。

## 系図

### 明智三沢氏

#### 三沢十左衛門家系図
凡例：太線は実子、破線は養子

#### 『寛政重修諸家譜』
凡例：太線は実子、破線は養子